# Sportfreunde Stiller

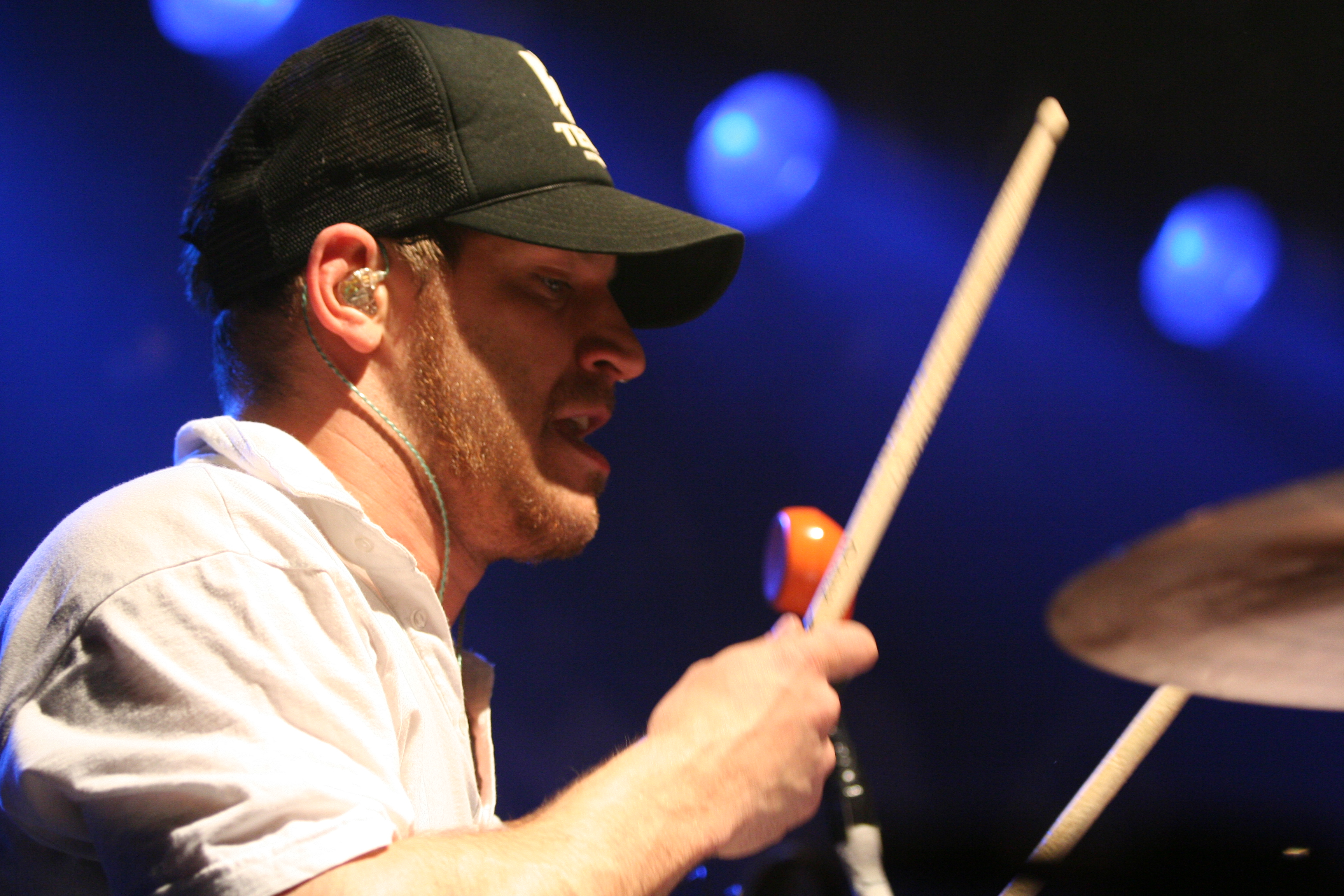
Florian Weber bei einem Konzert in Schrobenhausen

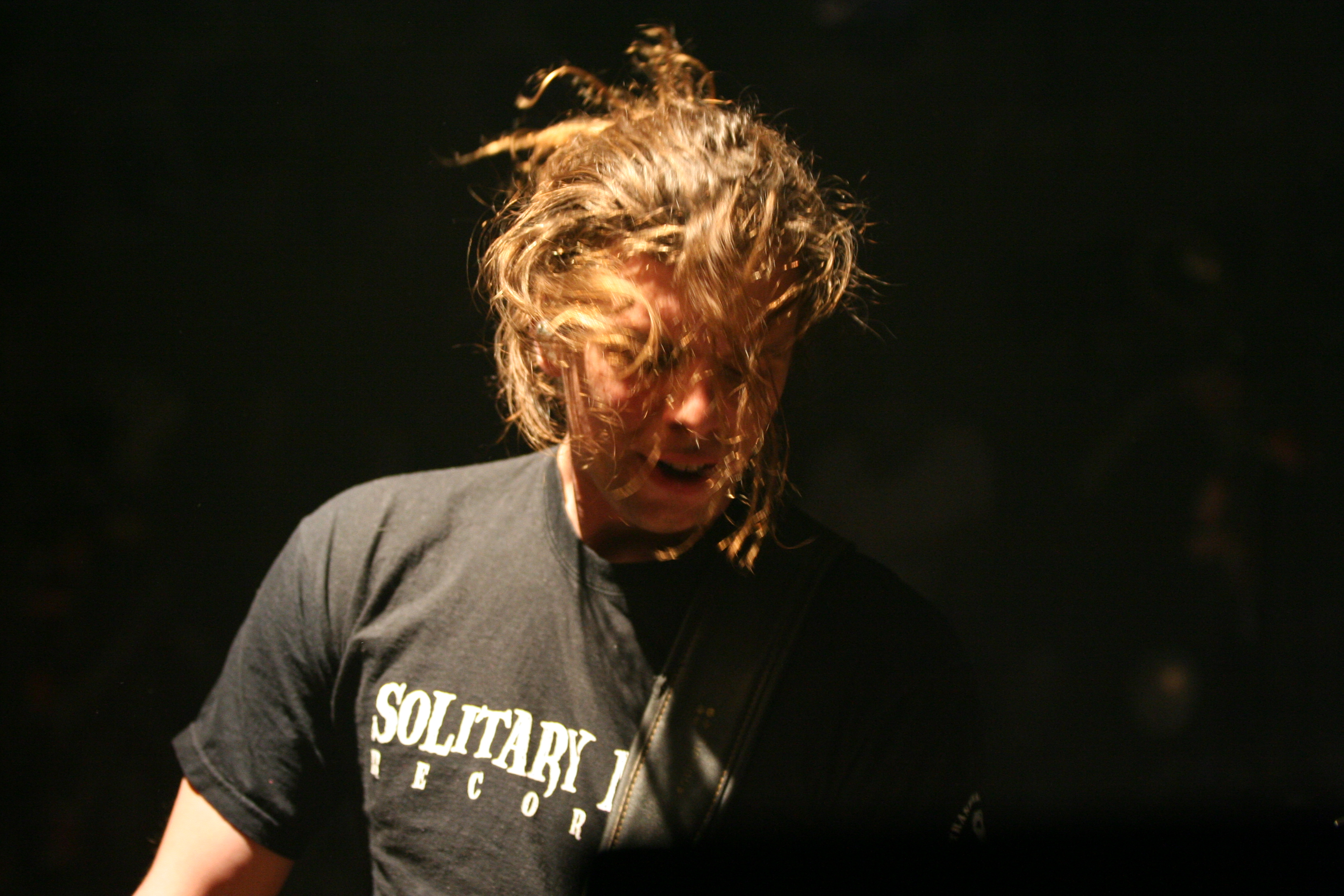
Rüdiger Linhof bei einem Konzert in Schrobenhausen

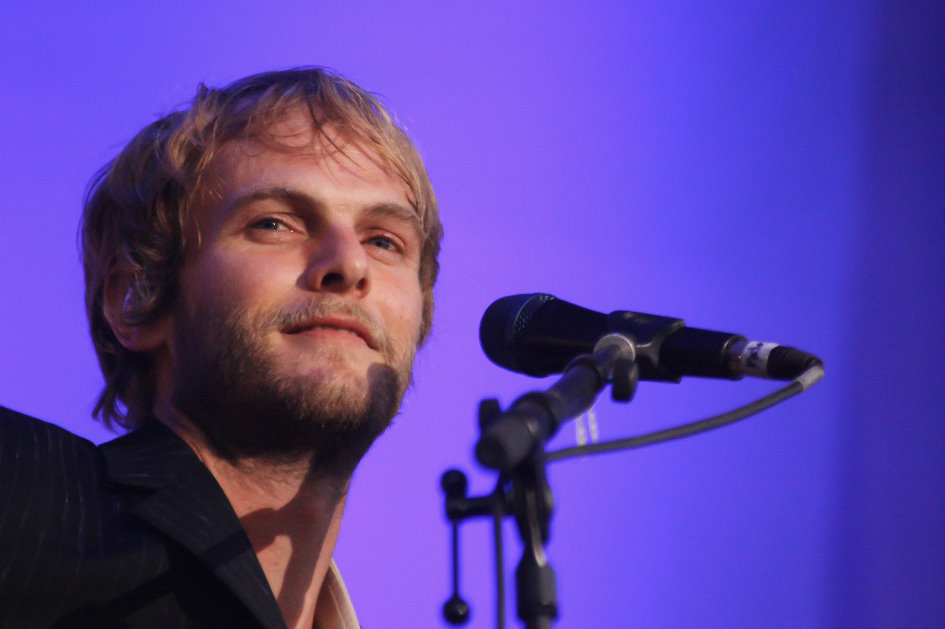
Peter Brugger beim Novarock 2010

Sportfreunde Stiller ist eine seit 1996 bestehende deutsche Indie-Rock-Gruppe aus Germering bei München.

## Bandgeschichte
Die Band wurde 1995 unter dem Namen Endkrass gegründet. Den ursprünglich gedachten Namen „Bodden“ (nach dem ehemaligen Stürmer des TSV 1860 München, Olaf Bodden) schlug die Band aus. In der Besetzung Peter Brugger (Gitarre, Gesang), Florian Weber (Schlagzeug, Gesang) und Andi Erhard (Bass) trat die Band 1996 erstmals unter dem Namen „Stiller“ auf. Namensgeber der Band war Hans Stiller, Trainer der Bezirksligamannschaft SV Germering, in der Peter und Florian lange Zeit Fußball spielten. Peter Brugger hatte zuvor als Schlagzeuger und Sänger in der Band Projekt Paul gespielt, zusammen mit Florian Zwietnig (später bei der Mediengruppe Telekommander) und Oliver Pade (heute bei der Band Faun).
Die Band wird von Marc Liebscher (Blickpunkt Pop) gemanagt, produziert wird sie von Uwe Hoffmann. Für Andi Erhard stieg später Rüdiger Linhof als Bassist und Keyboarder ein. Wenige Jahre nach der Gründung musste sich die Band aus rechtlichen Gründen in Sportfreunde Stiller umbenennen, da es bereits eine Hamburger Band mit dem Namen „Stiller“ gab. Das erste Album der Gruppe, So wie einst Real Madrid, erschien im Jahr 2000. Die Single Independent aus dem zweiten Studioalbum Die gute Seite ist auf dem Soundtrack zum Fußball-Computerspiel FIFA 03 zu finden. 2004 erschien ihr drittes Studioalbum Burli, im November gefolgt von ihrer ersten Live-CD.
Im Sommer 2005 spielte die Indie-Rock-Band in kleineren Clubs unter diversen Geheimnamen (z. B. als The Dinozoffs in München und als The Kaltz Mannis in Frankfurt). Bei diesen Konzerten stellte sie dem Publikum auch neue Lieder wie Die Nacht vor. Im Herbst 2005 spielte sie ein weiteres Geheimkonzert in Nürnberg. Unter dem Namen The a Roth’s spielte sie zum ersten Mal ’54, ’74, ’90, 2006. Im Oktober 2007 war sie Überraschungsgast im Conrad Sohm in Dornbirn.
Am 14. Juni 2007 gaben die Sportfreunde Stiller ein Überraschungskonzert an der Universität München, mussten allerdings nach Erscheinen der Polizei das Konzert beenden. Einen weiteren Überraschungsauftritt gab die Band am 14. Juli 2007 beim Sonnenrot Festival in Geretsried: dort sprangen sie spontan für die erkrankte Band Fertig, Los! ein, die ebenfalls von Manager Marc Liebscher betreut wird.
Bekannte Lieder der Band sind z. B. Wellenreiten 54, Ein Kompliment, Ich, Roque, Siehst du das genauso?, Applaus, Applaus oder ’54, ’74, ’90, 2006. Die Mitglieder der Sportfreunde sind ausgemachte Fußballfans der Münchner Vereine FC Bayern München und TSV 1860 München, was sich auch in ihrer Musik niederschlägt: Ich, Roque ist ein Wortspiel („Ich rocke“) mit dem Namen des ehemaligen Bayern-Stürmers Roque Santa Cruz und der Spieler des TSV 1860 München, Benjamin Lauth, wird in dem Lied Lauth anhören verehrt. Außerdem verwendete der TSV 1860 München von 2013 bis 2020 das Lied Unter Unten! als ein Teil ihrer Torhymne.
Am 19. Mai 2006 brachten die Sportfreunde ihr Album You Have to Win Zweikampf auf den Markt. Es ist ein reines Fußballalbum. Die erste ausgekoppelte Single des Albums ’54, ’74, ’90, 2006 war ihr bisher größter Erfolg. Das Lied schaffte es bis auf Platz eins der deutschen Singlecharts, wurde bei der Fußball-Weltmeisterschaft 2006 häufig von Fans der deutschen Fußballnationalmannschaft in Stadien und auf Fanfesten gesungen und zudem trat die Band mit dem Stück bei zahlreichen Fernsehübertragungen zur WM auf. Der Song wurde in der Halbzeitpause des Fußballspiels TSV 1860 München gegen den 1. FC Saarbrücken erstmals vorgestellt. Auf dem Fußball-Album befinden sich noch zehn weitere Titel wie Unser Freund ist aus Leder oder Dem Fritz sein Wetter. Das Stück Pogo in Togo ist jedoch von der Band United Balls (1981) gecovert.
Da die deutsche Fußballnationalmannschaft den Weltmeistertitel 2006 nicht gewonnen hat, hat Sportfreunde Stiller ihren zur Fußball-Weltmeisterschaft 2006 komponierten und veröffentlichten Titel ’54, ’74, ’90, 2006 in ’54, ’74, ’90, 2010 geändert. Die neue Version stellte die Band für ein paar Tage auf ihrer Website zur Verfügung. Diese neue Variante des Liedes wurde schon vorher im Studio aufgenommen und sollte ursprünglich nicht veröffentlicht werden.
Am 20. Juli 2007 erschien Alles Roger, die erste Single-Auskopplung des am 3. August folgenden Studio-Albums La Bum. Das Album stieg in der Woche nach Erscheinung direkt auf Platz eins in die deutschen Albumcharts ein.
Beim Bundesvision Song Contest 2008 belegte die Band, für ihr Bundesland Bayern, mit dem Lied Antinazibund den 10. Platz.
Mitte Januar 2009 nahmen die Sportfreunde unter der Regie von Uwe Flade, unter Mitwirkung unter anderem von Meret Becker und musikalisch beraten von Tobias „Tobi“ Kuhn, Dave Anderson und Christian „Chrissy“ Schneider – in einer New-York-Kulisse in den Bavaria-Filmstudios – als sechste deutsche Band ein MTV-Unplugged-Konzert auf. Das Konzert wurde in gekürzter Form am 21. Mai 2009 auf MTV erstmals ausgestrahlt, einen Tag später erschien es als Album. Am 8. Mai 2009 erschien vorab die Unplugged-Single Ein Kompliment inklusive Video vom Konzert. In Interviews nach dem Erscheinen des Live-Albums MTV Unplugged in New York gab Sportfreunde Stiller bekannt, eine längere Pause einlegen zu wollen.
Am 24. Mai 2013 erschien das Album New York, Rio, Rosenheim. Die Tour zum Album umfasste insgesamt 35 Konzerte und begann am 23. Oktober 2013 in Eisenstadt. Das Abschiedskonzert fand auf dem Zeltfestival Ruhr am 24. August 2014 in Bochum statt. Die Band wollte sich danach eine Auszeit auf unbestimmte Zeit nehmen. Am 7. Oktober 2016 wurde das Album Sturm & Stille veröffentlicht. Vorab kam im Juli 2016 die erste Single Raus in den Rausch heraus. Die zweite Single Das Geschenk erschien am 2. September 2016.
Im Dezember 2020 kündigte Florian Weber in einem Interview mit dem Donaukurier an, dass die Band nach längerer Auszeit an einem neuen Album arbeite.
Am 6. Mai 2022 veröffentlichte die Band die Single I’m Alright!; das zugehörige Studioalbum Jeder nur ein X erschien am 11. November 2022 und somit sechs Jahre nach der letzten Albumveröffentlichung der Band. 2023 erschien das erste Buch über die Germeringer Applaus, Applaus – Sportfreunde Stiller – Die Bandbiografie. Die Süddeutsche Zeitung urteilte: „Eine Fundgrube“.

## Andere Projekte der Bandmitglieder
Florian Weber spielt seit 2002 (u. a. mit Markus Messerschmidt von The Notwist) in der Band Bolzplatz Heroes, Peter Brugger spielt ebenfalls seit 2002 zusammen mit seinem Bruder Olli in der Elektropop-Band TipTop. Rüdiger Linhof spielt (mit Mitgliedern der Emil Bulls) in der Band Flamingo Bass sowie Gitarre und Kontrabass bei Fiva & Das Phantom Orchester.
Darüber hinaus hat Florian Weber bereits zwei Romane geschrieben: You’ll Never Walk Alone (Rowohlt, 2006) und Grimms Erben (Walde + Graf bei Metrolit, 2012). Außerdem spielte er als Schlagzeuger mit der Frankfurter Noise-Rock-Band Harmful das Album Sick and Tired of Being Sick and Tired ein. Mit dem ehemaligen Harmful-Frontmann Aren Emirze gründete Weber im Jahr 2018 das Noise-Rock-Duo Taskete!
Peter Brugger ist außerdem Frontsänger bei dem Projekt Jonathan Express, welche unter anderem Soundtracks für Groupies bleiben nicht zum Frühstück und Rico, Oskar und die Tieferschatten produzierten.
Sportfreunde Stiller sind Pate der FairTrade-Fußball-Kampagne, die sich für verbesserte Produktionsbedingungen von Fußbällen aus Pakistan einsetzt.
Zusätzlich agierten sie in der deutschen Version des Charity-Songs Do They Know It’s Christmas? von Band Aid mit, der am 21. November 2014 Weltpremiere feierte.

## Diskografie
Studioalben

| Jahr | Titel Musiklabel                                | Höchstplatzierung, Gesamtwochen, AuszeichnungChartplatzierungen (Jahr, Titel, Musiklabel, Platzierungen, Wochen, Auszeichnungen, Anmerkungen) | Höchstplatzierung, Gesamtwochen, AuszeichnungChartplatzierungen (Jahr, Titel, Musiklabel, Platzierungen, Wochen, Auszeichnungen, Anmerkungen) | Höchstplatzierung, Gesamtwochen, AuszeichnungChartplatzierungen (Jahr, Titel, Musiklabel, Platzierungen, Wochen, Auszeichnungen, Anmerkungen) | Anmerkungen                                             |
| Jahr | Titel Musiklabel                                | DE | AT | CH | Anmerkungen                                             |
| ---- | ----------------------------------------------- | --- | --- | --- | ------------------------------------------------------- |
| 2000 | So wie einst Real Madrid Motor Music (UMG)      | DE46 (7 Wo.)DE | — | — | Erstveröffentlichung: 17. April 2000                    |
| 2002 | Die gute Seite Motor Music (UMG)                | DE6 Gold · (24 Wo.)DE | AT4 Gold · (28 Wo.)AT | — | Erstveröffentlichung: 2. April 2002 Verkäufe: + 170.000 |
| 2004 | Burli Motor Music (UMG)                         | DE2 Gold · (30 Wo.)DE | AT4 Gold · (26 Wo.)AT | CH46 (5 Wo.)CH | Erstveröffentlichung: 29. März 2004 Verkäufe: + 115.000 |
| 2006 | You Have to Win Zweikampf Vertigo Records (UMG) | DE2 Gold · (15 Wo.)DE | AT4 (13 Wo.)AT | CH48 (9 Wo.)CH | Erstveröffentlichung: 19. Mai 2006 Verkäufe: + 100.000  |
| 2007 | La Bum Vertigo Records (UMG)                    | DE1 (12 Wo.)DE | AT5 (7 Wo.)AT | CH25 (4 Wo.)CH | Erstveröffentlichung: 3. August 2007                    |
| 2013 | New York, Rio, Rosenheim Vertigo Records (UMG)  | DE2 ×3Dreifachgold · (45 Wo.)DE | AT1 Platin · (51 Wo.)AT | CH6 (20 Wo.)CH | Erstveröffentlichung: 24. Mai 2013 Verkäufe: + 315.000  |
| 2016 | Sturm & Stille Vertigo Records (UMG)            | DE1 (12 Wo.)DE | AT3 Gold · (14 Wo.)AT | CH10 (3 Wo.)CH | Erstveröffentlichung: 7. Oktober 2016 Verkäufe: + 7.500 |
| 2022 | Jeder nur ein X Vertigo Records (UMG)           | DE7 (3 Wo.)DE | AT13 (1 Wo.)AT | CH29 (1 Wo.)CH | Erstveröffentlichung: 11. November 2022                 |

## Auszeichnungen
1 Live Krone
- 2006: für „Beste Single“ (’54, ’74, ’90, 2006)
- 2007: für „Beste Band“

Radio Galaxy Award
- 2001: „Newcomerpreis“

Echo Pop
- 2003: für „Rock National“
- 2007: für „Rock/Alternative National“
- 2014: für „Rock/Alternative National“

Kulturpreis Bayern
- 2022[22]

## Gastauftritte
- 2009: Lindenstraße (zum 25-jährigen Jubiläum der Serie): 2 Folgen
- 2022: Wir sind Kaiser zum „Thronjubiläum“
- 2024: Wer stiehlt mir die Show? (Staffel 7, Folge 2)